# ツングリ! -本当はツンデレなグリム童話-
『ツングリ! -本当はツンデレなグリム童話-』（ツングリ! -ほんとうはツンデレなグリムどうわ-）は、雑誌『マジキュー』（エンターブレイン）Vol.33（2006年11月発売号）からVol.38（2007年4月発売号）まで連載されていたイラストストーリー。また、同連載の前半部分に書き下ろしエピソードを加えて2007年2月にエンターブレインより刊行された単行本。いわゆる「萌え本」に分類される。
連載版の文芸は出海まこと、挿画は柏餅よもぎ。

## 概要
「グリム童話のヒロイン達はツンデレだった」という設定で毎回、異なるエピソードが展開される。連載版はイラストの下にヒロインの「デレ度」を示すゲージがあり、当初は「ツン」に傾いているゲージが話の進展と共に「デレ」と逆転する様子を数値化している。
類書に2006年3月刊の本田透「本当は萌えるグリム童話」（ワニブックス）があるが、同書の刊行に触発されて本連載が始まったのか、偶然グリム童話を題材とした類似の構想が双方で進行した結果なのかは不明。

## エピソード

### 連載版
- 第3話「カエルの王さま」までのエピソードは単行本にも連載分に加筆したうえで収録されている。
- 最終話「ゲッティンゲンの七教授」はグリム童話集の作品ではなく、グリム兄弟（本連載では「ぐりむ姉妹」として登場）を当事者とする史実に基づくエピソードである。

1. 赤ずきん
2. 白雪姫
3. カエルの王さま
4. ラプンツェル
5. 星の銀貨
6. ゲッティンゲンの七教授

### 単行本
2007年3月12日初版 ISBN 9784757733589
- カッコ内はイラストレーター（無記載の場合は連載版と同じ柏餅よもぎ）。表紙・かずといずみ。
- エピソードの合間に「ツンデレ的グリム童話検定試験」と題するクイズが収録されており、問題の中には原作のグリム童話を相当に読み込んでいないと答えるのが困難な問題も含まれている。

1. いばら姫（ちょちょ）
2. 赤ずきん
3. 白雪姫
4. カエルの王さま
5. ブレーメンの音楽隊（ギンカ）
6. ヘンゼルとグレーテル（池田靖宏）
7. 靴履き猫（さえき北都）
8. 灰かぶり（むっちりむうにい）